# Československá hokejová liga 1975/1976
33. ročník Československé hokejové ligy 1975/76 se hrál pod názvem I. liga.

## Herní systém
Vzhledem k tomu, že se tento rok konal olympijský turnaj a také mistrovství světa, byl herní systém kvůli nedostatku termínů mírně pozměněn. 12 účastníků hrálo v jedné skupině, a to nejprve dvoukolově systémem každý s každým. Poté byli rozděleni podle umístění na 2 skupiny (o 1. – 6. místo a o 7. – 12. místo). V obou skupinách se hrálo dvoukolově každý s každým o titul, resp. o udržení.

## Pořadí

### Základní část
| Poř. | Tým                     | Zápasy | Výhry | Remízy | Porážky | Skóre | Body |
| ---- | ----------------------- | ------ | ----- | ------ | ------- | ----- | ---- |
| 1.   | SONP Kladno             | 22     | 14    | 2      | 6       | 97:57 | 30   |
| 2.   | Tesla Pardubice         | 22     | 12    | 5      | 5       | 84:64 | 29   |
| 3.   | HC Dukla Jihlava        | 22     | 10    | 5      | 7       | 72:53 | 25   |
| 4.   | ZKL Brno                | 22     | 11    | 2      | 9       | 61:67 | 24   |
| 5.   | Sparta Praha            | 22     | 10    | 3      | 9       | 71:54 | 23   |
| 6.   | Škoda Plzeň             | 22     | 10    | 3      | 9       | 80:77 | 23   |
| 7.   | VSŽ Košice              | 22     | 10    | 3      | 9       | 61:60 | 23   |
| 8.   | Slovan CHZJD Bratislava | 22     | 9     | 3      | 10      | 72:78 | 21   |
| 9.   | TJ VŽKG                 | 22     | 7     | 6      | 9       | 71:76 | 20   |
| 10.  | České Budějovice        | 22     | 8     | 3      | 11      | 70:86 | 19   |
| 11.  | CHZ Litvínov            | 22     | 8     | 0      | 14      | 65:93 | 16   |
| 12.  | Ingstav Brno            | 22     | 5     | 1      | 16      | 57:96 | 11   |

### Finálová skupina
| Poř. | Tým              | Zápasy | Výhry | Remízy | Porážky | Skóre   | Body |
| ---- | ---------------- | ------ | ----- | ------ | ------- | ------- | ---- |
| 1.   | SONP Kladno      | 32     | 21    | 4      | 7       | 146:82  | 46   |
| 2.   | Tesla Pardubice  | 32     | 19    | 6      | 7       | 127:92  | 44   |
| 3.   | HC Dukla Jihlava | 32     | 14    | 8      | 10      | 103:82  | 36   |
| 4.   | ZKL Brno         | 32     | 15    | 3      | 14      | 94:100  | 33   |
| 5.   | Škoda Plzeň      | 32     | 13    | 3      | 16      | 116:132 | 29   |
| 6.   | Sparta Praha     | 32     | 11    | 4      | 17      | 94:99   | 26   |

### Skupina o udržení
| Poř. | Tým                     | Zápasy | Výhry | Remízy | Porážky | Skóre   | Body |
| ---- | ----------------------- | ------ | ----- | ------ | ------- | ------- | ---- |
| 7.   | TJ VŽKG                 | 32     | 13    | 7      | 12      | 123:114 | 33   |
| 8.   | České Budějovice        | 32     | 14    | 4      | 14      | 96:110  | 32   |
| 9.   | VSŽ Košice              | 32     | 12    | 7      | 13      | 91:100  | 31   |
| 10.  | Slovan CHZJD Bratislava | 32     | 13    | 3      | 16      | 111:116 | 29   |
| 11.  | CHZ Litvínov            | 32     | 12    | 2      | 18      | 95:122  | 26   |
| 12.  | Ingstav Brno            | 32     | 8     | 3      | 21      | 87:134  | 19   |

## Nejlepší střelec
Milan Nový (SONP Kladno) – 32 gólů

## Nejproduktivnější hráči
| Poř. | Hráč              | Mužstvo          | Zápasy | Góly | Asistence | Body |
| ---- | ----------------- | ---------------- | ------ | ---- | --------- | ---- |
| 1.   | Milan Nový        | SONP Kladno      | 32     | 32   | 25        | 57   |
| 2.   | Vladimír Martinec | Tesla Pardubice  | 32     | 23   | 28        | 51   |
| 3.   | Ivan Hlinka       | CHZ Litvínov     | 30     | 25   | 18        | 43   |
| 4.   | Eduard Novák      | SONP Kladno      | 32     | 26   | 11        | 37   |
| 5.   | František Černík  | TJ VŽKG          | 32     | 18   | 18        | 36   |
| 6.   | Bohuslav Ebermann | Škoda Plzeň      | 31     | 19   | 16        | 35   |
| 7.   | Václav Mařík      | České Budějovice | 32     | 12   | 23        | 35   |
| 8.   | Josef Ulrych      | CHZ Litvínov     | 30     | 15   | 17        | 32   |
| 9.   | Vladimír Veith    | Tesla Pardubice  | 30     | 16   | 15        | 31   |
| 10.  | Jiří Novák        | Tesla Pardubice  | 28     | 19   | 11        | 30   |

## Soupisky mužstev

### SONP Kladno
Miroslav Krása (27/2,41/91,8/0),
Miroslav Termer (6/3,10/89,8/0) -
Bohumil Čermák (31/4/3/12),
František Kaberle (21/6/5/6),
Antonín Melč (20/1/1/6),
Jan Neliba (26/2/5/32),
František Pospíšil (32/7/16/14),
Otakar Vejvoda (31/7/8/43),
František Větrovec (4/0/1/2),
Jaroslav Vinš (30/3/6/16) –
Lubomír Bauer (29/5/11/12),
Miroslav Křiváček (32/13/15/12),
Jiří Kuchler (2/0/0/2),
Zdeněk Müller (32/13/10/6),
Zdeněk Nedvěd (28/7/14/28),
Eduard Novák (32/26/16/42),
Jan Novotný (17/4/4/2),
Milan Nový (32/32/25/14),
Milan Skrbek (26/4/5/24),
Václav Sýkora (30/5/12/20),
Ladislav Vysušil (29/7/3/26) –
trenéři Jaroslav Volf a Václav Slánský

### Zetor Brno
Vladimír Dzurilla (31/4,87/87,0/-/-), 
Petr Ševela (4/8,76/86,46/-/-) –
Ctirad Fiala (20/2/1/-),
Lubomír Hrstka (32/2/4/-),
Oldřich Machač (32/7/14/-),
Pavel Pazourek (32/3/3/16),
František Tulec (31/2/1/-),
Vladimír Vašíček (26/0/1/-),
Otto Železný (31/1/1/14) -
Josef Černý (32/11/6//-),
Svatopluk Číhal (31/15/7/-),
Zdeněk Chocholatý (30/3/5/-),
Miloš Jelínek (29/4/0/-),
Luboš Kšica (28/3/3/-),
Vladimír Kunc (30/10/2/22),
Zdeněk Mráz (30/12/18/-),
Karel Nekola (15/8/4/8),
Jiří Otoupalík (2/0/0/0),
Jaromír Pořízek (25/4/6/-),
Alexandr Prát (1/0/0/0),
Vlastimil Vajčner (7/0/1/-),
Luděk Vojáček (27/7/9/30) –
trenéři František Vaněk (do října 1975), Jaroslav Jiřík (od října 1975), asistenti Jaroslav Jiřík a Vladimír Nadrchal

### Sparta ČKD Praha
Jiří Holeček (29/2,82/-/-),
Jaroslav Radvanovský (5/4,50/-/-),
Jan Ušiak (-/-/-/-) -
Zdeněk Hňup (31/0/1/17),
Jaroslav Horáček (16/0/0/0),
Josef Horešovský(-/-/-/-),
Vladimír Kostka (20/3/6/28),
Miroslav Kuneš (31/1/3/28),
Karel Pavlík (32/2/9/12),
Jaroslav Šíma (25/8/4/36),
Jan Zajíček (24/3/4/-) -
Petr Brdička (32/21/8/4),
Petr Dohnal (-/-/-/-),
Karel Holý (30/9/14/45),
Václav Honc (30/9/16/14),
Jiří Jána (8/2/0/6),
František Kalivoda (31/6/7/10),
Jiří Kochta (20/2/6/6),
Karel Najman (11/0/0/2),
Jiří Nikl (31/9/7/26),
Pavel Richter (-/-/-/-),
Luděk Škaloud (15/0/1/4),
Jindřich Vícha (32/5/7/26),
František Vorlíček (21/3/2/12)

### CHZ Litvínov
Miroslav Kapoun (26/3,58/-/-),
Jiří Svoboda (8/3,63/-/-) -
Zdeněk Bahenský (23/0/0/-),
Jiří Bubla (31/11/18/-),
Miroslav Daněk (29/0/2//-),
Vladimír Jáchym (1/0/0/-),
Vladimír Macholda (27/2/2/-),
Oldřich Obrtlík (26/3/1/-),
Miroslav Rykl (26/0/2/-),
Jan Vopat (28/1/1/-) -
Josef Beránek (30/4/4/-),
Jan Deus (25/0/2/-),
Ivan Hlinka (30/25/18/6),
Josef Chabroň (5/0/1/-),
Jindřich Kokrment (26/4/3/-),
Stanislav Kousek (8/0/0/-),
Petr Leška (24/3/3/-),
Vladimír Machulda (22/6/3/-),
Karel Ruml (16/1/4/-),
Miloš Tarant (32/14/7/-),
Josef Ulrych (30/15/17/-),
Antonín Waldhauser (23/1/2/-),
Ondřej Weissmann (5/0/0/-),
Petr Zelenka (10/0/1/-),
Dušan Zikmund (10/3/0/-)

## Kvalifikace o I. ligu
- TJ Gottwaldov – Lokomotíva Bučina Zvolen 4:3 (6:0, 4:2, 1:4, 1:3, 5:3, 1:4, 4:2) 
 Sedmý zápas se hrál na neutrálním hřišti v Praze.

## Rozhodčí

### Hlavní
- Jiří Adam
- Milan Barnet
- Rudolf Baťa
- Michal Bucala
- Ivo Filip
- Libor Jursa
- Luděk Matěj
- Juraj Okoličány
- Miloš Pláteník
- Aleš Pražák
- František Sirotek
- Vladimír Šubrt
- Vilém Turek

### Čároví
- Štefan Baštuga -  Alexander Aubrecht
- Jaroslav Bulant -  Dalibor Knecht
- Jindřich Čistota -  Jan Budinský
- František Němec -  Ivan Koval
- František Duba -  Václav Les
- Vlastislav Horák -   Pavel Barvíř
- Luděk Exner -  Karel Sládeček
- Zdeněk Bouška -  Miroslav Průcha
- Ján Macho -  František Martinko
- Josef Novotný -  Jindřich Simandl
- Ján Liška -  Ivan Marko